# Jan Humpola
Jan Humpola (n. 19 decembrie 1889, Sucha, lângă Żywiec — d. 19 octombrie 1958, Liszki, lângă Cracovia) a fost un preot, militant social și alpinist de origine poloneză. În anii 1912-1914 a studiat la Universitatea din Innsbruck. Din 1917 a slujit în calitate de capelan la sanatoriul Crucii Roșii din Zakopane. În 1924 a devenit șeful Păzii Voluntare Montane din Zakopane. Între anii 1934-1939 a activat ca capelanul președintelui Republicii Polone, Ignacy Mościcki. În timpul celui de-al doilea război mondial a fost internat în România, unde ca delegat al Curiei Romane a avut grijă de refugiați polonezi. După revenire în țară a fost paroh în Szaflary (1946-1949), apoi în Liszki, regiunea Cracovia.